# Koovappady
Koovappady es una ciudad censal situada en el distrito de Ernakulam en el estado de Kerala (India). Su población es de 29339 habitantes (2011). Se encuentra a 38 km de Cochín y a 55 km de Thrissur.

## Demografía
Según el censo de 2011 la población de Koovappady era de 29339 habitantes, de los cuales 14634 eran hombres y 14705 eran mujeres. Koovappady tiene una tasa media de alfabetización del 95,37%, superior a la media estatal del 94%: la alfabetización masculina es del 97,17%, y la alfabetización femenina del 93,59%.